# Ao Povo: Cartas Políticas de Erasmo
Ao Povo, Cartas Políticas de Erasmo é uma série de nove cartas publicadas em 1866 por José de Alencar, sob o pseudônimo "Erasmo", cada uma com mais de oito páginas.
Escritas durante o Segundo Reinado, entre 1840 a 1889, o autor discute política, economia e escravidão debatendo temas como a reforma polícia e da Guarda Nacional, o Poder Moderador, as eleições e o sistema partidário e representativo. Ele acreditava que havia corrupção no sistema representativo, o que gerava uma crise partidária que foi muito discutida em suas cartas. Produziu três conjuntos de cartas: a primeira "Ao Imperador, Cartas de Erasmo de 1865"; a segunda série foi dirigida ao povo brasileiro; e a última série, "Ao Imperador, Novas Cartas Políticas de Erasmo de 1867-68". O autor usou folhetos semanais para a publicação de suas cartas que eram vendidas nas ruas e livrarias. A coleção de suas obras políticas estão reunidas no livro Cartas de Erasmo.